# Caso de Trans-en Provence
O Caso de Trans-en Provence foi um evento onde um agricultor alegou que um objeto voador não identificado deixou evidências físicas, na forma de resíduo queimado em um campo. O evento ocorreu em 8 de janeiro de 1981, fora da cidade de Trans-en-Provence, no departamento francês de Var. Foi descrita pela revista americana Popular Mechanics como "Talvez o avistamento mais completo e cuidadosamente documentado de todos os tempos".

## Detalhes do evento
O caso ocorreu em 8 de janeiro de 1981 às 17h. Renato Nicolaï, um agricultor de 55 anos, ouviu um som estranho enquanto realizava trabalhos agrícolas em sua propriedade. Viu então um disco voador aproximadamente a oito pés da terra do diâmetro de aproximadamente 50 jardas (46 m) com uma elevação baixa.
De acordo com a testemunha, "a nave tinha a forma de dois discos, um invertido em cima do outro. Devia ter cerca de 1,5 metro de altura. Era cor de chumbo. Havia também dois outros círculos que se pareciam com alçapões. Dois reatores, ou pés, estenderam aproximadamente 20 cm (8 dentro) abaixo do corpo da nave.
Nicolaï alegou que o objeto decolou quase que imediatamente, elevando-se acima da árvore e partindo para o nordeste. O objeto supostamente deixou marcas onde supostamente havia pousado.
A guarda local foi notificada do evento no dia seguinte por Nicolaï sobre o conselho da esposa de seu vizinho, a Sra. Morin. A polícia começou a entrevistar Nicolaï, tirar fotos da cena, e coletar amostras de solo e planta do campo. O caso foi posteriormente enviado para GEIPAN — ou GEPAN (Groupe d'Étude des Phénomènes Aérospatiaux non-identifiés) como era conhecido, naquela época, — para análise.

## Análise das evidências
A análise da GEPAN observou que o solo tinha sido comprimido por uma pressão mecânica de cerca de 4 ou 5 toneladas, e aquecido entre 300 a 600 graus. Vestígios de fosfato e zinco foram encontrados no material de amostra. A análise de uma alfafa que estava perto do local do suposto pouso mostrou níveis de clorofila entre 30% e 50% menores do que o esperado.

## Explicações e impressões
Nicolaï tinha inicialmente acreditado que o objeto era um dispositivo militar experimental. A proximidade do local à base militar de Canjuers faz a teoria de que seria um dispositivo militar experimental plausível. No entanto, a investigação da GEPAN focou em explicações convencionais, tais como causas atmosféricas ou causas terrestres. Mas apesar de uma investigação conjunta da GEPAN e da polícia que durou dois anos, nenhuma explicação plausível foi encontrada.

## Análises
Alguns cientistas franceses insistem que a investigação da GEPAN foi uma falha, especialmente no estudo do traço físico.
O relatório da polícia disse que o vestígio, que apareceu em uma estrada, parecia feito pelo pneu de um carro. Esta explicação foi desmentida pela GEPAN pela única testemunha ter dito o contrário. O traço físico mostrado na imagem que foi apresentada não é um círculo perfeito, na verdade, há dois semicírculos mais ou menos cruzando uns sobre os outros. Além disso, uma forma circular não coincide com a descrição do OVNI feito por Nikolaï. Em uma entrevista para a televisão francesa, Nikolaï confirmou que havia veículos que passavam na estrada na hora do avistamento.